# Maria Katarzyna Kelles-Krauz
Maria Katarzyna Kelles-Krauz z domu Goldsteyn, ps. Brońska (ur. 9 marca 1873 w Grójcu, zm. 26 stycznia 1943 we Lwowie) – polska pianistka i działaczka Polskiej Partii Socjalistycznej.

## Życiorys
Urodziła się rodzinie lekarza wojskowego Józefa Goldsteyna i pianistki Kamili z Połomskich. Wczesne dzieciństwo spędziła we Włocławku, do gimnazjum uczęszczała w Radomiu w latach 1883–1891, gdzie uczestniczyła w socjalistycznych kółkach samokształceniowych których organizatorem był jej przyszły mąż. W latach 1892–1894 uczęszczała do Konserwatorium Muzycznego w Warszawie (klasa fortepianu). Należała wówczas do postępowego Kółka Młodych a także do Koła Radomiaków – skupiających studentów z tego miasta.
Po poślubieniu w 1894 Kazimierza Kelles-Krauza wraz z nim wyjechała do Paryża. Początkowo studiowała medycynę, ale szybko poświęciła się nauce fortepianu pod kierunkiem Zygmunta Stojowskiego w paryskiej szkole muzycznej (1894–1895). 27 maja 1897 r. wystąpiła w Paryżu z pierwszym i jedynym swym recitalem, pochlebnie przyjętym przez krytykę. W latach 1894–1899 udzielała lekcji z muzyki i studiowała historię sztuki na Sorbonie i Szkole Nauk Społecznych. Należała do sekcji paryskiej ZZSP, współpracowała z mężem przygotowując korespondencje do „Gazety Robotniczej” i „Nowego Robotnika”. W 1901 wraz z mężem i córką przeniosła się do Wiednia. Tu studiowała muzykę w miejscowym Konserwatorium, pod kierunkiem Teodora Leszetyckiego, Henryka Melcera i Ignacego Friedmana. Kontynuowała również działalność w Oddziale Zagranicznym PPS. Organizowała też pomoc dla działaczy PPS okresowo przebywających w Wiedniu, m.in. dla Józefa Piłsudskiego. Opiekowała się także studiującym medycynę w Wiedniu – młodszym bratem męża Stanisławem. Niewątpliwie wywarła wpływ na zainteresowania swego męża historią sztuki,
Po śmierci męża w 1905 przeniosła się do Zakopanego, a stamtąd do Lwowa, Pracowała jako nauczycielka muzyki i muzykologii w Instytucie Muzycznym (jej uczniem był m.in. Tadeusz Sygietyński). Członkini PPS-Frakcji Rew. (1906–18) i Związku Strzeleckiego (1912–1914). Po wybuchu I wojny światowej działała w Lidze Kobiet Galicji i Śląska (1914–1917), członkini Komisji Wykonawczej Naczelnego Zarządu (1915–1916). Czynna w Komitecie Obywatelskim Polek (1917–1918). Była jedną z organizatorek a następnie przywódczyń lwowskiej organizacji Ligi. Uczestniczyła w zjeździe zjednoczeniowym Lig Kobiet Galicji, Królestwa i Śląska (29–31 grudnia 1919). Była także aktywistką Ligi Niezawisłości Narodowej – 29 września 1917 wybrana do Komitetu Głównego tej organizacji.
W okresie międzywojennym działaczka lwowskiej organizacji Polskiej Partii Socjalistycznej. Członkini Zarządu Sekcji Kobiet PPS, prowadziła m.in. kursy oświat. dla robotnic. Radna miasta Lwowa (1919–1927), gdzie pracowała w komisjach: teatralnej i opieki społecznej. Przewodnicząca lwowskiego oddziału Robotniczego Towarzystwa Przyjaciół Dzieci. Członkini Towarzystwa Uniwersytetu Robotniczego oraz Komitetu Pomocy Bezrobotnym. Uczestniczka lwowskiego Kongresu Pracowników Kultury (16–17 maja 1936). W latach 30. związana z lewicową grupą Jana Szczyrka została w 1937 zawieszona w prawach członka PPS. Podczas II wojny światowej pracowała w Państwowej Szkole Muzycznej we Lwowie (1939–1941), a po wkroczeniu Niemców utrzymywała się lekcji prywatnych.
Zmarła we Lwowie, gdzie została pochowana.

## Rodzina
14 czerwca 1894 poślubiła Kazimierza Kelles-Krauza. Mieli jedno dziecko – córkę Janinę (1898–1975), kustosza Biblioteki Zakładu Narodowego im. Ossolińskich.

## Ordery i odznaczenia
- Krzyż Kawalerski Orderu Odrodzenia Polski (30 kwietnia 1927)[7]
- Srebrny Krzyż Zasługi (1927)